# A. J. Burnett
Allan James "A. J." Burnett (3 de janeiro de 1977, North Little Rock, Arkansas) é um ex-arremessador (pitcher) da Major League Baseball. Os principais times que jogou foi o Florida Marlins, Philadelphia Phillies, Toronto Blue Jays e o New York Yankees. Ele foi draftado pelo New York Mets na oitava rodada do Draft de 1995.
Em 12 de maio de 2001, Burnett registrou um no-hitter em um jogo completo contra o San Diego Padres.

## Números e honras

### Estatísticas
- Vitórias–Derrotas: 164–157
- Earned run average (ERA): 3,99
- Strikeouts: 2 513

### Prêmios
- Arremessou um no-hitter em 12 de maio de 2001;
- Liderou a Liga Americana (AL) em strikeouts em 2008;
- Liderou a Liga Nacional (NL) em shutouts em 2002;
- 2× Campeão da World Series (2003, 2009);[1]